# Flamboyant slog
Flamboyant (iz francoščine flamboyant, liter. 'plamenast, mehurjast') je oblika poznogotske arhitekture, ki se je razvila v Evropi v poznem srednjem veku in renesansi, od okoli leta 1375 do sredine 16. stoletja. Zanjo so značilne dvojne krivulje, ki tvorijo plamenaste oblike v krogovičju, ki slogu dajo ime; z množenjem okrasnih reber v obokih; in z uporabo rabe loka za okraševanje. Rebra v flamboyant krogovičju so prepoznavna po svojih tekočih oblikah, na katere vpliva zgodnejše ukrivljeno krogovičje drugega gotskega (ali drugega šilastega) sloga. Zelo visoki in ozki šilasti loki in zatrepi, zlasti dvojno ukrivljeni ogee (oslovski hrbet) loki, so pogosti v stavbah v slogu flamboyant. V večini regij Evrope so poznogotski slogi, kot je flamboyant, nadomestili prejšnji rayonnant slog in druge zgodnje različice.
Slog je bil še posebej priljubljen v celinski Evropi. V 15. in 16. stoletju so arhitekti in stavbeniki v Kraljevini Franciji, Kastiljski kroni, Milanski vojvodini in Srednji Evropi izmenjali strokovno znanje s pomočjo teoretičnih besedil, arhitekturnih risb in potovanj  ter širili uporabo flamboyant ornamenta in oblikovanja po vsej Evropi. Pomembni primeri sloga so zahodno okno rozeta Sainte-Chapelle (1485–1498); zahodno preddverje cerkve Saint-Maclou, Rouen, (ok. 1500–1514); zahodno pročelje stolnice v Troyesu (zgodnje 16. stoletje) in zelo zgodnji primer veliko zahodno okno York Minster (1338–1339). Nadaljnji večji primeri so kapela kastiljskega konstabla (špansko: Capilla del Condestable) v stolnici v Burgosu (1482–1494); Notre-Dame de l'Épine, Champagne; severni zvonik stolnice v Chartresu (1500–); in stolnica v Segovii (1525 -).
Poznogotski slog se je v srednji Evropi pojavil z gradnjo nove Praške stolnice (1344–) pod vodstvom Petra Parlerja. Ta model bogatega, razgibanega krogovičja in zapletenega mrežastega rebrastega oboka je bil široko uporabljen v pozni gotiki celinske Evrope, posnemali pa so ga v kolegijskih cerkvah in stolnicah ter v mestnih župnijskih cerkvah, ki so z njimi tekmovale po velikosti in veličastnosti. Uporaba ogeeva je bila še posebej pogosta.
V poznem 15. in zgodnjem 16. stoletju so se flamboyant oblike razširile iz Francije na Iberski polotok, kjer je [izabelina gotika|[izabelin slog]] postal prevladujoč način prestižne gradnje v Kastiljski kroni, delu Španije, ki mu je vladala Izabela I. Kastiljska. V istem obdobju se je flamboyant pojavljal tudi v slogu Manueline v Portugalskem kraljestvu. V srednji Evropi je bil slog Sondergotik ("posebna gotika") sočasno s flamboyant v Franciji in isabeline v Španiji.
Izraz "flamboyant " je prvi uporabil francoski umetnik Eustache-Hyacinthe Langlois (1777–1837) leta 1843 , nato pa angleški zgodovinar Edward Augustus Freeman leta 1851. V arhitekturni zgodovini flamboyant velja za zadnjo fazo francoske gotske arhitekture in se je pojavil v zadnjih desetletjih 14. stoletja, ki je nasledil rayonnant slog in prevladoval do njegove postopne zamenjave z renesančno arhitekturo v prvi tretjini 16. stoletja.
Pomembni primeri flamboyant v Franciji so zahodno rožno okno Sainte-Chapelle v Parizu, transepta stolnice v Sensu in Beauvaisu, fasada Sainte-Chapelle de Vincennes in westwerk opatije Trinity, Vendôme. Pomembna primera posvetne arhitekture sta Palais Jacques Cœur v Bourgesu in Hôtel de Cluny v Parizu. V poznem 15. in zgodnjem 16. stoletju so se v Angliji pojavili sodobni slogi, imenovani Decorated slog in Perpendicular slog.

## Izvor
Čeprav natančen izvor flamboyant sloga ostaja nejasen , se je verjetno pojavil v severni Franciji in okrožju Flandrija v poznem 14. stoletju. Deli teh dežel so bili vpleteni v trgovino s tkaninami z Angleškim kraljestvom ali pa so bili pod nadzorom Janeza Lancasterskega, 1. vojvode Bedfordskega, regenta Francije za svojega nečaka Henrika VI., francoskega kralja od 1422 do 1453. Zaradi te neposredne povezave so bili plamenom podobni motivi krogovičja, po katerih je slog poimenovan, morda "navdihnjen z angleškim decorated slogom", čeprav je to sporno. Poleg tega je bila vojvodina Normandija v personalni uniji z Anglijo do 13. stoletja, medtem ko je bil med stoletno vojno Rouen, glavno mesto Normandije, angleško ozemlje od 1419 do 1449. Pred tem je bil v Angliji talec John, vojvoda Berryjski.[18] Trajajoča vojna je ponudila številne priložnosti za kulturno izmenjavo, kar dokazujeta kamin v vojvodski palači v Poitiersu in zaslonu podoben zgornji del zahodne fasade stolnice v Rouenu.
Vzorci krogovičja iz 14. stoletja so bodisi bogate, plamenom podobne oblike, ki jih navdihuje angleški decorated slog (npr. zahodna fasada York Minster) ali "resnost" angleškega perpendicular sloga (npr. King's College Chapel, Cambridge). Po mnenju Roberta Borka so si »kontinentalni graditelji izposojali skoraj izključno iz decorated sloga, ki je v Angliji do leta 1360 v veliki meri izginil iz mode, ne pa iz sodobnejšega perpendicular sloga«. Jasno zavračanje mrežastih oblik v Franciji kaže na določeno zavest o nasprotujočih si slogih. Pojav flamboyant sloga je bil postopen proces. To, kar so poimenovali "proto-flamboyant", se je pojavilo v opatiji Saint-Ouen v Rouenu v notranji steni severnega transepta med letoma 1390 in 1410. Tam niso bile uporabljene tekoče, dvojno ukrivljene oblike, ampak "zdi se, da se osem plošč z dvojno lanceto vrti okoli štirilistnega središča". Čeprav je ta motiv vrtnice videti dinamičen in v gibanju, njegova zasnova ni temeljila na dvojni krivulji. To je zgodnji primer eksperimentiranja z oblikami krogovičja, ki predvideva uporabo tekočih, dvojno ukrivljenih oblik v Normandiji. Bolj kot velike cerkve v severni Franciji so palače, ki so jih zgradili kraljevi in elitni pokrovitelji, v Franciji zagotavljale "plodna tla za inovacije" z ukrivljenimi krogovičji, medtem ko se je Anglija preusmerila na perpendicular obliko.

## Značilnosti

### Krogovičje
Razkošni vzorci krogovičja so najbolj značilna značilnost flamboyant sloga. Pojavljali so se v kamnitih stebrih, okenskih okvirih, zlasti v velikih rozetah tistega časa, ter v zapletenih, koničastih, slepih arkadah in obokanih zatrepih, ki so bili zloženi drug na drugega in so pogosto pokrivali celotno fasado. Uporabljali so jih tudi v ograjah in drugih elementih. Prepleteni odprti zatrepi in balustrade, kot jih vidimo na zahodni verandi cerkve Saint-Maclou v Rouenu, so bili pogosto uporabljeni za prikrivanje ali razpršitev mase zgradb.
Pomemben zgodnji primer iz poznega 15. stoletja je zahodno okno rozeta kraljeve kapele Sainte-Chapelle (1485–98), ki prikazuje apokalipso svetega Janeza. Premer je 9 metrov, devetindevetdeset plošč je razporejenih v treh koncentričnih conah okoli osrednjega očesa. Razkošna rožna okna so tudi vidne značilnosti transepta stolnice v Sensu (15. st.) in transepta stolnice Beauvais (1499), enega redkih delov te stolnice, ki še vedno stoji. Očarljive fasade stolnic Sens, Beauvais, Senlis in Troyes (1502–1531) so bile delo istega mojstra graditelja Martina Chambigesa. 
Razkošna okna so bila pogosto sestavljena iz dveh obokanih oken, nad katerimi je bila koničasta, ovalna oblika, razdeljena z ukrivljenimi črtami, imenovanimi soufflets in mouchettes. Primere najdemo v cerkvi Saint-Pierre, Caen. Mouchette in sufleti so bili v odprti obliki naneseni tudi na zatrepe, kot je vidno na zahodni fasadi opatije Trinity, Vendôme.
- Zahodno okno rozeta v Saint Chapelle (1485–1498)
- Flamboyant okensko krogovičje, stolnica v Limogesu (pozno 15. st.)
- Odprti zatrep in balustrada, zahodna veranda, cerkev sv. Maklovija, Rouen (1435–1521)
- Mouchettes v oknu južne fasade cerkve Saint-Pierre, Caen
- Soufflet iz okna na južni fasadi cerkve Saint-Pierre, Caen
- Zahodna fasada samostana Trinity, Vendôme
- Flamboyant rozeta in fasada, južni transept stolnice v Sensu (pozno 15.–zgodnje 16. st.)
- Severna rozeta, stolnica Beauvais (1540–1548)

### Fasade in preddverje
Izraz flamboyant se običajno nanaša na cerkvena pročelja in na nekatere posvetne zgradbe, kot je Sodna palača v Rouenu. Cerkvene fasade in verande so bile pogosto najbolj dovršene arhitekturne značilnosti mest, zlasti v Franciji in so pogosto projicirane navzven na tržnice in mestne trge. Zapletene in bleščeče oblike številnih fasad in verand so pogosto pritegnile njihov urbani kontekst; v nekaterih primerih so bile nove fasade in verande zasnovane za ustvarjanje impresivnih arhitekturnih razgledov, če jih gledamo z določene ulice ali trga. Ta arhitekturni odziv na vse večjo skrb za estetiko mestnega prostora je še posebej opazen v Normandiji, kjer je bila v slogu flamboyant zgrajena presenetljiva skupina štrlečih poligonalnih verand iz poznega 15. in zgodnjega 16. stoletja; primeri so Notre-Dame, Alençon; La Trinité, Falaise; cerkev Notre-Dame, Louviers in Cerkev sv. Maklovija, Rouen.
Martin Chambiges, najplodovitejši francoski arhitekt med c. 1480 in c. 1530 je združil tridimenzionalne oblike, kot so kimajoči ogee, z miniaturiziranim besednjakom niš, baldahinov in fial, da bi ustvaril dinamične fasade z novim občutkom globine v stolnici v Sensu, Beauvaisu in Troyesu. Dodatek razkošnih flamboyant fasad in verand je dal nove javne obraze starejšim spomenikom, ki so preživeli stoletno vojno. Fasade in verande so pogosto uporabljale arc en accolade, obokana vrata, na vrhu katerih je bil kratek vrh s fleuronom ali izklesanim kamnitim cvetom, ki je pogosto podoben liliji. Kratek vrh, ki je nosil fleuron, je imel lastno dekoracijo iz majhnih, izklesanih oblik, kot so zviti listi zelja ali druge naturalistične vegetacije. Bila sta tudi dva vitka vrha, po eden na obeh straneh oboka.
- Zahodna veranda, Notre-Dame d'Alençon
- Zahodna veranda, La Trinité, Falaise
- Zahodna veranda cerkve sv. Maklovija, Rouen
- Fasada južnega transepta, stolnica Beauvais
- Fasada severnega transepta, stolnica v Sensu
- Zahodna fasada stolnice v Troyesu
- Parlement de Normandie, Rouen, sedaj Palais de justice

### Oboki, slopi in zidci
Elizija – odprava kapitelov – skupaj z uvedbo neprekinjenih in »pojemajočih« zidcev so dodatne omembe vredne značilnosti, katerih ključni primer je župnijska cerkev sv. Maklovija v Rouenu. Neprekinjena pretočnost in zlivanje različnih oblik sta privedla do nastanka dekorativnih gotskih obokov v Franciji.
Druga značilnost so bili oboki z dodatnimi vrstami reber, imenovanimi lierne in tierceron, katerih funkcije so bile izključno dekorativne. Ta rebra se razprostirajo po površini, da naredijo zvezdasti obok; strop zvezdnih obokov je dal stropu gosto mrežo okrasja. Druga značilnost tega obdobja je bil tip zelo visokega okroglega stebra brez kapitela, iz katerega so izhajala rebra in se širila navzgor do obokov. Pogosto so jih uporabljali kot oporo za pahljačasti obok, ki se je razvejal navzgor kot razprostrto drevo. Lep primer najdemo v kapeli hotela de Cluny v Parizu (1485–1510).
- Oboki kapele Hotel de Cluny (1485–1510)
- Ladja cerkve sv. Maklovija, Rouen. Upoštevajte odsotnost kapitelov in uporabo neprekinjenih zidcev.
- Transeptni slop in oboki, bazilika Saint-Nicolas-de-Port
- Chapelle du Saint-Esprit, Rue